# ثالوث شاركوت لالتهاب الأقنية الصفراوية
ثالوث شاركوت لالتهاب الأقنية الصفراوية هو مجموعة من يرقان وحمى، وغالبا مع صمل، بالإضافة لألم في ربع البطن الأعلى. يحدث هذا الثالوث في حالة التهاب الأوعية الصفراوية الصاعد. عندما يحدث انخفاض ضغط الدم وتغير في الحالة العقلية، تسمى الحالة حينئذ بخماسة رينولد.
يحمل ثالوث شاركو اسم عالم الأعصاب الفرنسي جان مارتن شاركو.